# 5075 Goryachev
5075 Goryachev (1969 TN4) là một tiểu hành tinh vành đai chính được phát hiện ngày 13 tháng 10 năm 1969 bởi B. A. Burnasheva ở Đài vật lý thiên văn Crimean.